# Публий Корнелий Цетег (консул 181 пр.н.е.)
Публий Корнелий Цетег (на латински: Publius Cornelius Cethegus) e политик на Римската република през 2 век пр.н.е. Произлиза от клон Цетег на фамилията Корнелии.
През 187 пр.н.е. той е едил и след две години претор. През 181 пр.н.е. Цетег е избран за консул заедно с Марк Бебий Тамфил. Тази година чиновникът Луций Петилий открива книгите на Нума Помпилий и ги предава на градския претор Квинт Петилий Спурин, който ги изгаря публично на Комитиум по решение на сената. Следващата година Цетег е проконсул в Лигурия и Самниум.
През 173 пр.н.е. Цетег е в комисията за разпределение на завладяна земя (Decemvir agris dandis assignandis).